# Galilea (La Rioja)
Galilea ist eine Stadt und eine Gemeinde (municipio) mit 407 Einwohnern (Stand: 2024) im Nordosten der spanischen Autonomen Region La Rioja. Sie gehört zum Weinbaugebiet der Rioja Baja.

## Lage und Klima
Galilea liegt etwa 23 km (Fahrtstrecke) ostsüdöstlich der Provinzhauptstadt Logroño in einer Höhe von ca. 560 m. Das Klima ist gemäßigt bis warm; Regen (ca. 683 mm/Jahr) fällt überwiegend im Winterhalbjahr.

## Bevölkerungsentwicklung
| Jahr      | 1970 | 1981 | 1991 | 2001 | 2011 | 2021 |
| Einwohner | 375  | 268  | 249  | 288  | 394  | 385  |

Der Ort konnte sich gegen den Bevölkerungsrückgang stemmen.

## Wirtschaft
In früheren Jahrhunderten lebten viele Einwohner des Ortes weitgehend als Selbstversorger direkt oder indirekt (als Handwerker und Gewerbetreibende) von der in der Umgebung betriebenen Landwirtschaft. 

## Sehenswürdigkeiten

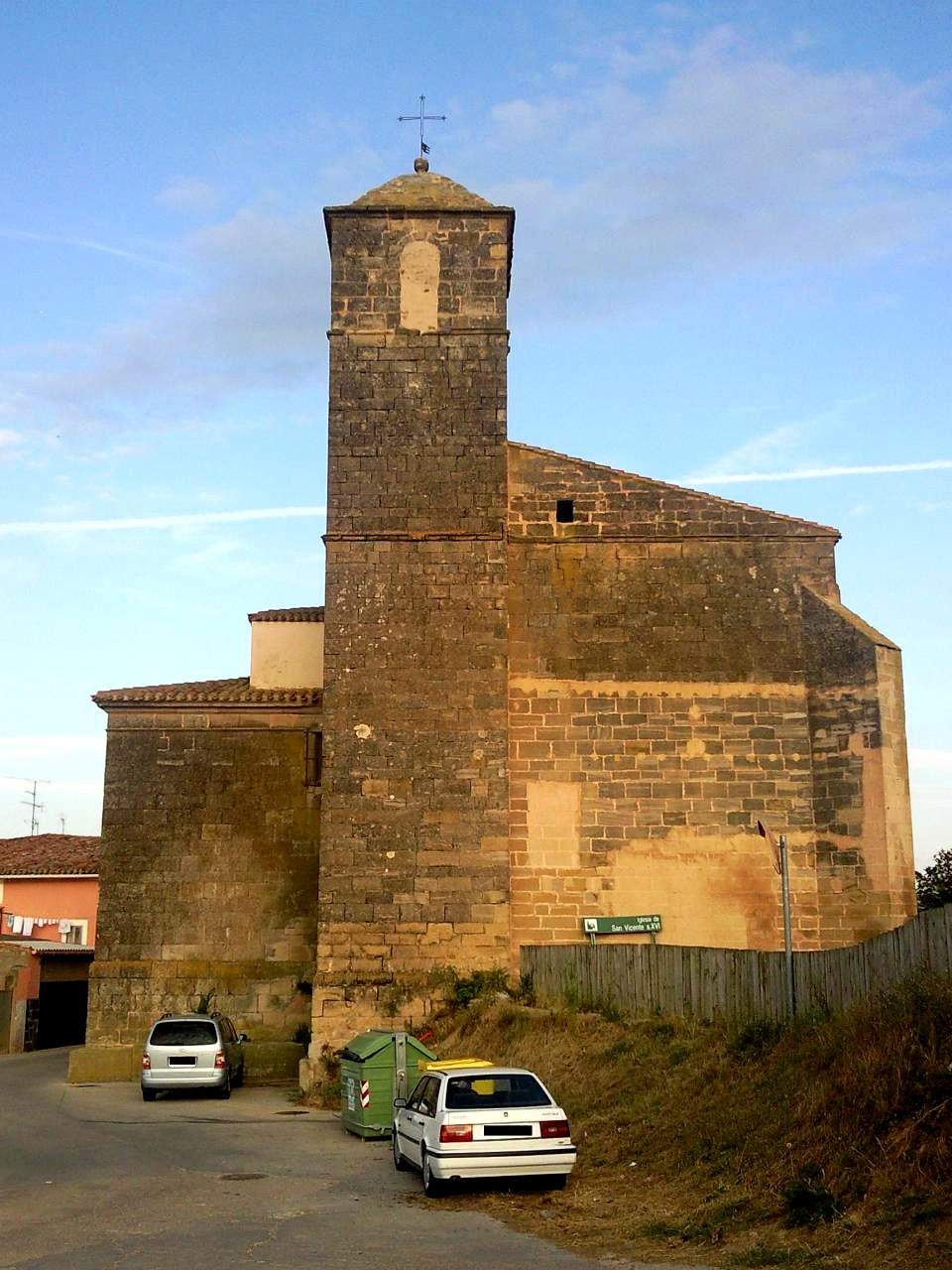
Vinzenzkirche
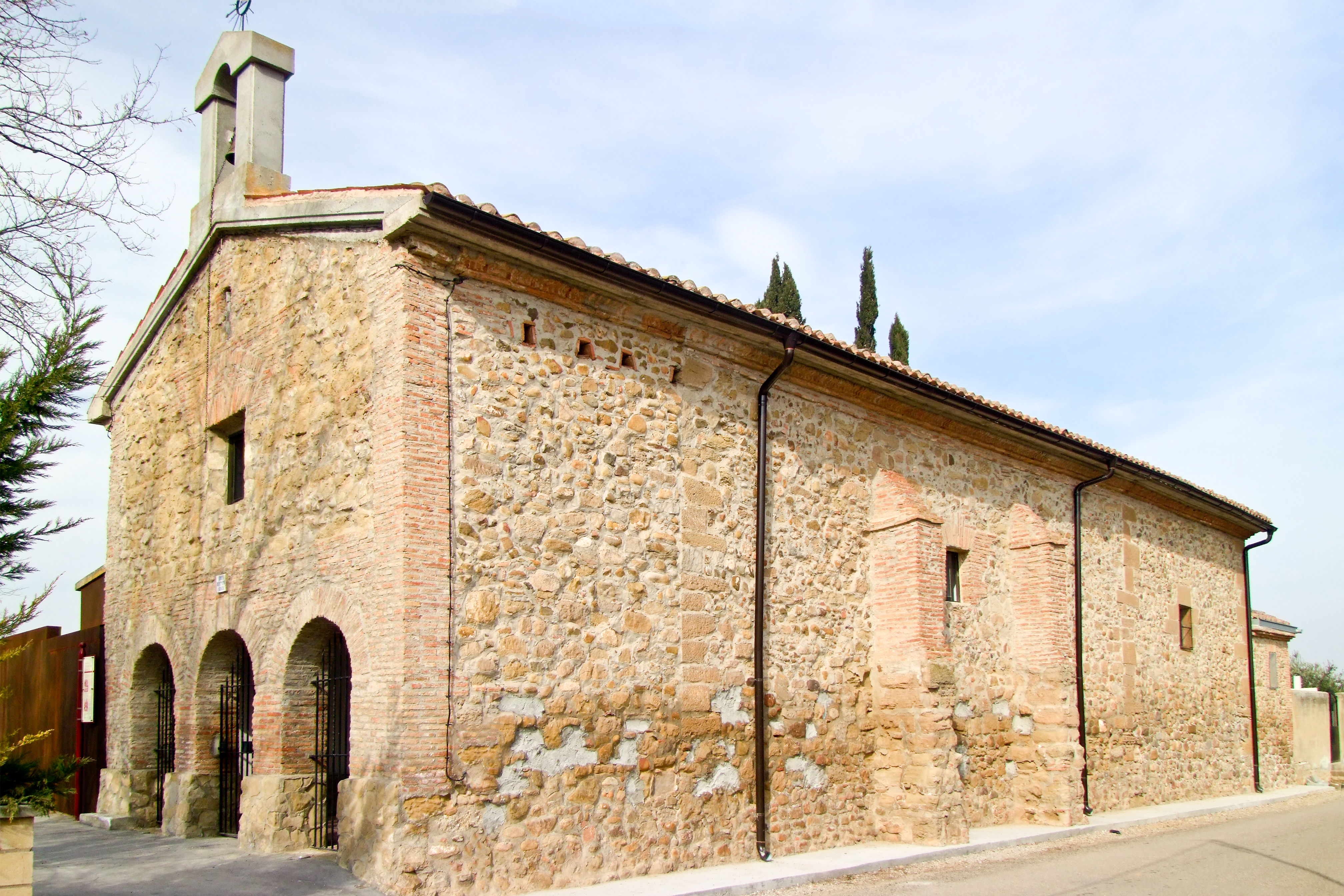
Marienkapelle
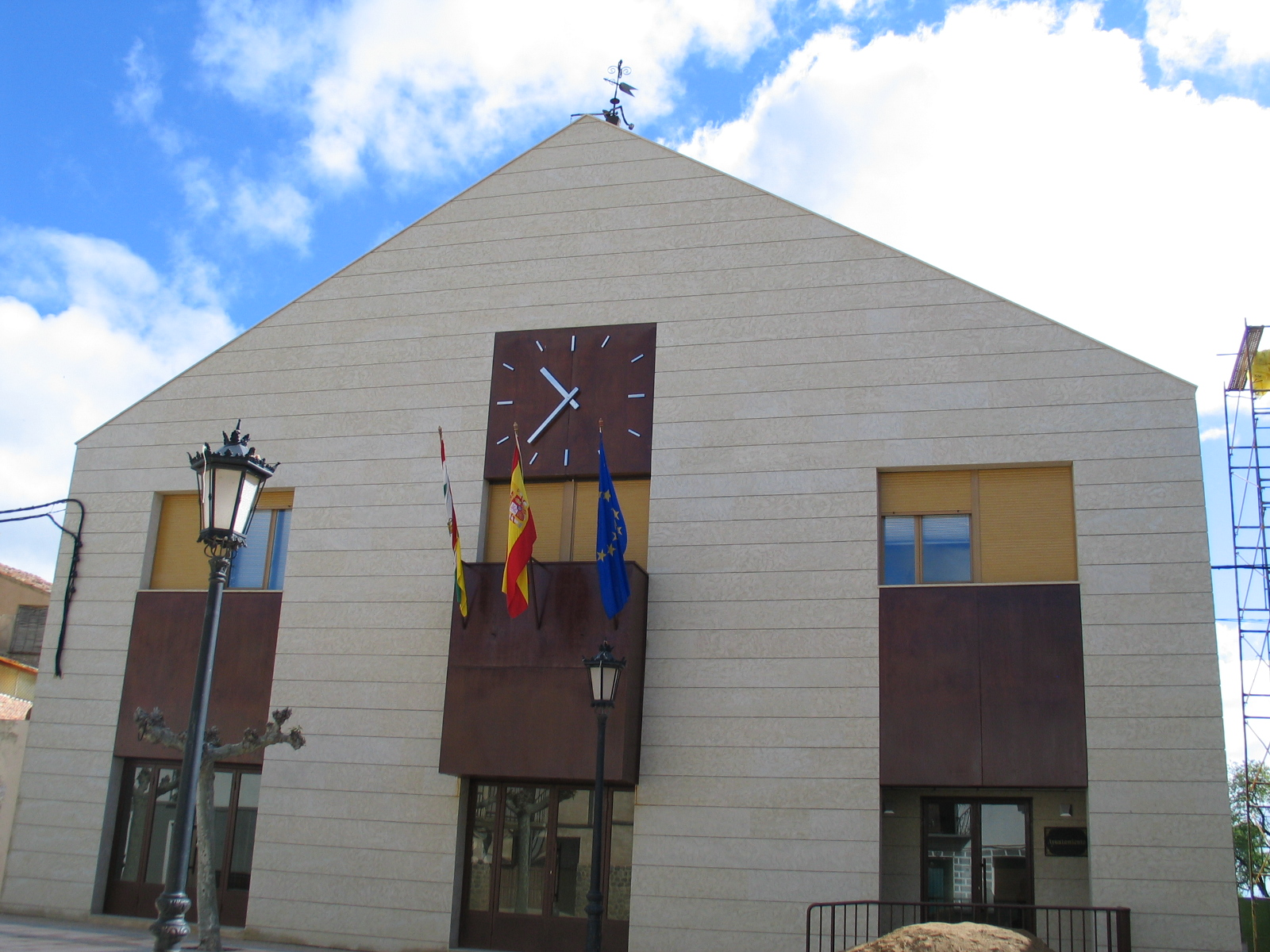
Rathaus

- Vinzenzkirche
- Marienkapelle
- Rathaus